# Katie Goldman
Katie Goldman (Sydney, 5 juli 1992) is een Australische zwemster.

## Carrière
Bij haar internationale debuut, op de Pan Pacific kampioenschappen zwemmen 2010 in Irvine, veroverde Goldman de zilveren medaille op de 400 meter vrije slag en de bronzen medaille op de 800 meter vrije slag, daarnaast strandde ze in de series van de 200 meter vrije slag. Op de 4x200 meter vrije slag legde ze samen met Blair Evans, Kylie Palmer en Meagen Nay beslag op de zilveren medaille. Tijdens de Gemenebestspelen 2010 in Delhi eindigde de Australische als vierde op de 800 meter vrije slag, op de 400 meter vrije slag werd ze uitgeschakeld in de series. Op de wereldkampioenschappen kortebaanzwemmen 2010 in Dubai eindigde Goldman als twaalfde op de 800 meter vrije slag, daarnaast strandde ze in de series van de 400 meter vrije slag.
In Shanghai nam de Australische deel aan de wereldkampioenschappen zwemmen 2011, op dit toernooi eindigde ze als zesde op de 800 meter vrije slag.

## Internationale toernooien
| Jaar | Olympische Spelen | WK langebaan       | WK kortebaan                            | PanPacs                                                                       | Gemenebestspelen                      |
| ---- | ----------------- | ------------------ | --------------------------------------- | ----------------------------------------------------------------------------- | ------------------------------------- |
| 2010 |                   |                    | 16e 400m vrije slag 12e 800m vrije slag | serie 200m vrije slag · 400m vrije slag · 800m vrije slag · 4x200m vrije slag | 9e 400m vrije slag 4e 800m vrije slag |
| 2011 |                   | 6e 800m vrije slag |                                         |                                                                               |                                       |

## Persoonlijke records
Bijgewerkt tot en met 20 augustus 2010

### Kortebaan
| Afstand         | Tijd    | Datum            | Plaats   |
| --------------- | ------- | ---------------- | -------- |
| 200m vrije slag | 1.59,41 | 12 augustus 2009 | Hobart   |
| 400m vrije slag | 4.00,64 | 16 juli 2010     | Brisbane |
| 800m vrije slag | 8.12,65 | 15 juli 2010     | Brisbane |

### Langebaan
| Afstand         | Tijd    | Datum            | Plaats |
| --------------- | ------- | ---------------- | ------ |
| 200m vrije slag | 1.58,84 | 18 augustus 2010 | Irvine |
| 400m vrije slag | 4.05,84 | 20 augustus 2010 | Irvine |
| 800m vrije slag | 8.22,83 | 18 maart 2010    | Sydney |